# C3 in hong kong
C3 in Hong Kong（Ｃ3日本動玩博覧、略称C3）とはC3 in Hong Kong行政委員会が開催する日本のアニメ・ゲーム・サブカルチャーの大型総合イベントである。初回開催は2009年4月、2011年から毎年湾仔コンベンションセンターで開催される。

## 概要

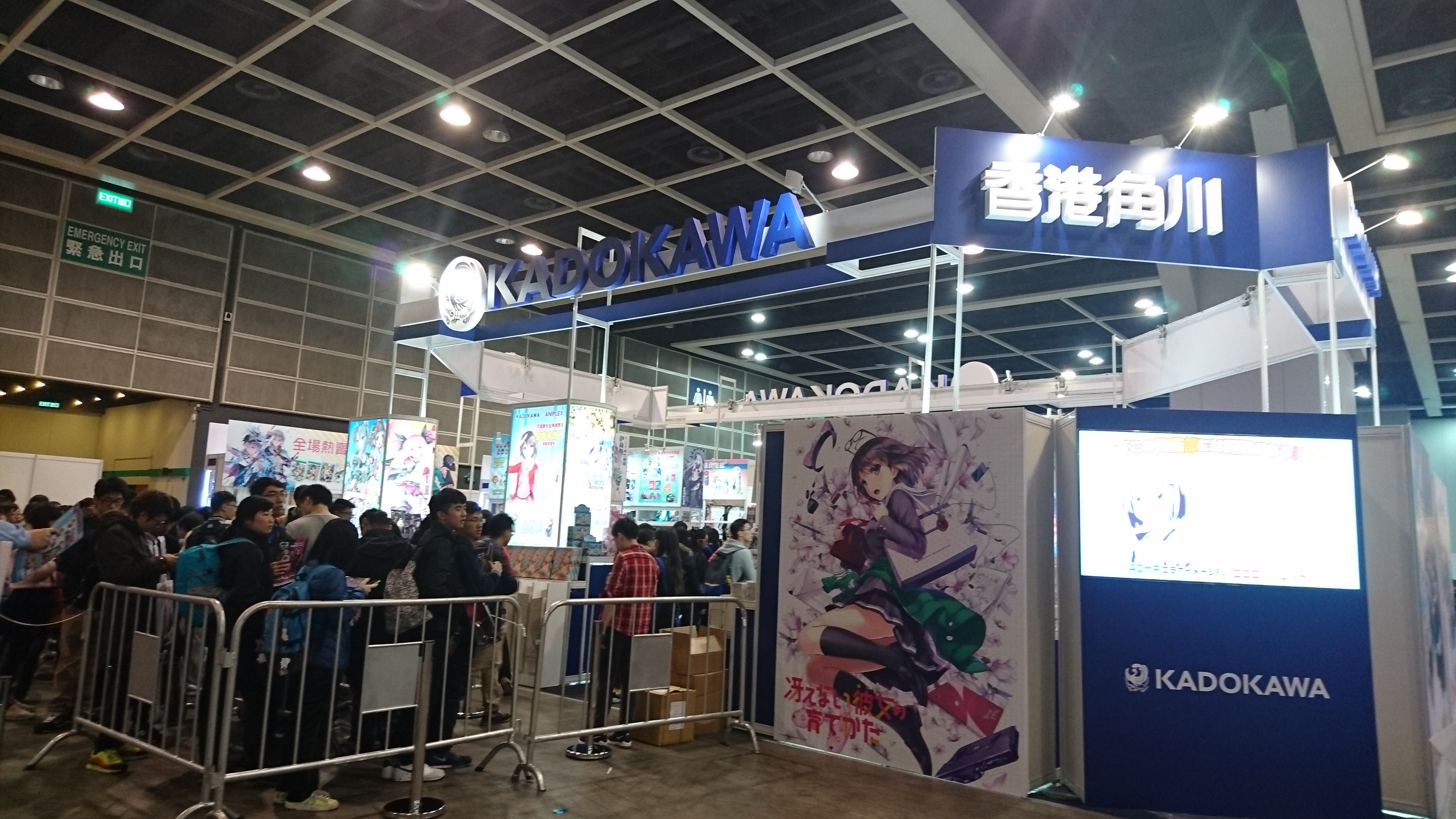
2016年C3会場における商業ブース

千葉県千葉市美浜区の幕張メッセを会場に年に1回夏に行われている「C3 TOKYO」のもとにしたイベントである。主催者が実験的試みとして香港の実施者と合意に達し、2009年に初めて海外でイベントを開催した。以降、2011年から正式に共同開催イベントとなり、毎年開催する大型の展覧会である。
日本元祖的なアニメイベントと宣伝し、「C3」には日本のキャラクター (Character) 、カルチャー (Culture) とコンテンツ (Content) という意味が込められている。
日本大手企業が商品の販売・展示やキャラクターグッズの最新情報の紹介、展示会を行う。また、アニソン歌手、声優のコンサートやアニメ原作者、アイドルのサイン会など色々なイベントが開催されている。
その中にコスプレ大会は一番注目されている。2014年のコスプレ大会は「世界コスプレサミット」香港地域の予選ともなっていた。「世界コスプレサミット」とは世界コスプレサミット実行委員会が開催しているコスプレの世界最大のイベントである。2016年は30ヵ国・地域が参加した。
近年では、子供対象のコンテスト「こども絵画コンクール」も行われ始めた。2015年に株式会社ランティスが主催する海外公演ライブイベント「～Anisong World Tour～Lantis Festival 2015 in Hong Kong」を開催した。

## イベントデータ
| 回数 | 年   | 日にち            | 場所                                          | 参加人数   |
| ---- | ---- | ----------------- | --------------------------------------------- | ---------- |
| 1    | 2009 | 4月24日 - 4月26日 | 九龍湾国際展貿中心スターホール3/F             | 5万1000人  |
| 2    | 2011 | 3月11日 - 3月13日 | 湾仔コンベンションセンターホール3番FGホール   | 8万5000人  |
| 3    | 2012 | 3月9日 - 3月11日  | 湾仔コンベンションセンターホール3番BCDホール  | 12万3000人 |
| 4    | 2013 | 3月15日 - 3月17日 | 湾仔コンベンションセンターホール5番FGホール   | 14万7700人 |
| 5    | 2014 | 3月14日 - 3月16日 | 湾仔コンベンションセンターホール3番BCDホール  | 18万2000人 |
| 6    | 2015 | 2月6日 - 2月8日   | 湾仔コンベンションセンターホール3番BCDホール  | 20万人     |
| 7    | 2016 | 2月19日 - 2月21日 | 湾仔コンベンションセンターホール1番ABCDホール |            |
| 8    | 2017 | 2月10日 - 2月12日 | 湾仔コンベンションセンターホール3番BCDEホール |            |

## イベントゲスト
| 回数 | 年   | ライブイベント | シェア講座 |
| ---- | ---- | --- | --- |
| 1    | 2009 | 伊藤由奈、栗林みな実、腐男塾／中野腐女子SISTERS、SKE48 Team S | 美水かがみ、入間人間、河森正治、江端里沙                                                                                   |
| 2    | 2011 | AKB48、SKE48 Team E、Daisy x Daisy、Milky Holmes、 影山ヒロノブ、遠藤正明、きただにひろし、栗林みな実、橋本みゆき                                                       | 古谷徹、森田成一、河森正治、福井晴敏                                                                                       |
| 3    | 2012 | 石川智晶、栗林みな実、美鄉あき、米倉千尋、Faylan、七森中☆ごらく部 | 花澤香菜、大河原邦男、野中藍、森田成一、古川愛李、 河森正治、平田滋、尾崎雅之                                              |
| 4    | 2013 | ウルトラヒーローズ、吉岡毅志、AMOYAMO、栗林みな実、喜多修平、 ChouCho、佐咲紗花、石川智晶、bless4、中島愛                                                               | 鈴木千尋、平野綾、相澤舞、置鮎龍太郎、浅沼晋太郎、 池田秀一、佐藤竜雄、林保全                                              |
| 5    | 2014 | μ's、野水伊織、ChouCho、Annabel、AiRl、影山ヒロノブ、奧井雅美、 伊藤香奈子、Prizmmy☆、ウルトラヒーローズ                                                                | 池田秀一、小松未可子、國立幸、浅沼晋太郎、遠藤ゆりか、SKE48、佐藤竜雄                                                      |
| 6    | 2015 | 鈴木このみ、JAM Project、佐咲紗花、アイドルマスターシンデレラガールズ、 藍井エイル、春奈るな、ウルトラヒーローズ、桜井浩子、南翔太、 STAR☆ANIS、Prizmmy☆                | KANAME☆、Yuegene Fay、麗華、冨樫かずみ、內田雄馬、 牧野由依、內田彩、柳田淳一、逢坂良太、 淺沼晉太郎、梶裕貴、川原礫、abec |
| 7    | 2016 | SKE48、TRUE、黑崎真音、柿原徹也、アイドルマスターシンデレラガールズ、 KOTOKO、ALTIMA、內田彩、柳田淳一、河西健吾、細谷佳正、逢坂良太（病欠）、岡本信彥、花江夏樹、May'n | 黑部進、森次晃嗣(病欠) |

## 関連イベント
日本のサブカルチャーに深く影響されている香港は、毎年も色々なアニメ関連イベントが開催される。
C3以外最大型アニメ・コミックス・ゲームの総合イベントは「ACGHK」である。夏休みの間に開催されるイベントなので親子お出かけイベントにも扱われる。そのため、C3と比べてACGHKは比較的に一般人向けなアニメイベントである。近年はアニメよりゲームイベントの傾向にある。また、2014年からCreative Praradise（創天綜合同人祭、略称CP）という同人イベントを同時に行う。
CPを除いて、Comic World、Rainbow Galaは香港の比較的大型な同人イベント。日本一般の同人誌売りイベントと同様に同人・二次創作・コスプレ活動に中心するイベントである。
総じて言うとC3は比較的に商業的、アニメファンがメインターゲットする日本アニメイベントである。